# Constante van Copeland-Erdős
De constante van Copeland-Erdős is een irrationale wiskundige constante, gedefinieerd als "0," met daarna als decimalen alle priemgetallen achter elkaar.
De eerste decimalen zijn: 0,235711131719...
De constante is genoemd naar Arthur Herbert Copeland en Paul Erdős, die in 1946 bewezen dat het een normaal getal is.

## Eigenschappen
De constante van Copeland-Erdős is een normaal getal.

### Kettingbreuk
De eerste termen van de kettingbreuk zijn:
[0; 4, 4, 8, 16, 18, 5, 1, ...]